# Дорофеев, Алексей Николаевич
Алексей Николаевич Дорофеев (род. 1960) — сотрудник советских и российских органов государственной безопасности, генерал-полковник. Начальник управления ФСБ России по г. Москва и Московской области.

## Биография
Алексей Николаевич Дорофеев родился в 1960 году в городе Ленинграде. После окончания средней школы поступил в Ленинградский механический институт.
Окончив институт, Дорофеев поступил на службу в органы Комитета государственной безопасности при Совете Министров СССР. Окончил Высшую школу КГБ СССР.
Служил на различных оперативных и руководящих должностях. После распада Советского Союза продолжал службу в системе Министерства безопасности — Федеральной службы безопасности Российской Федерации. На протяжении ряда лет работал в Управлении Федеральной службы безопасности Российской Федерации по городу Санкт-Петербургу и Ленинградской области.
В середине 2000-х годов возглавлял Управление Федеральной службы безопасности Российской Федерации по Республике Карелии. После массовых беспорядков на этнической почве в городе Кондопога снят с должности.
В 2006 году Дорофеев был переведён в центральный аппарат Федеральной службы безопасности Российской Федерации, был заместителем начальника управления, а с 2010 года в течение двух лет был начальником управления по контрразведывательному обеспечению работы МВД, МЧС, ФСКН и Министерства юстиции (Управление «М»). В 2012 году возглавил Управление Федеральной службы безопасности Российской Федерации по городу Москве и Московской области.